# Đào trộm xác chết tại Vương quốc Anh

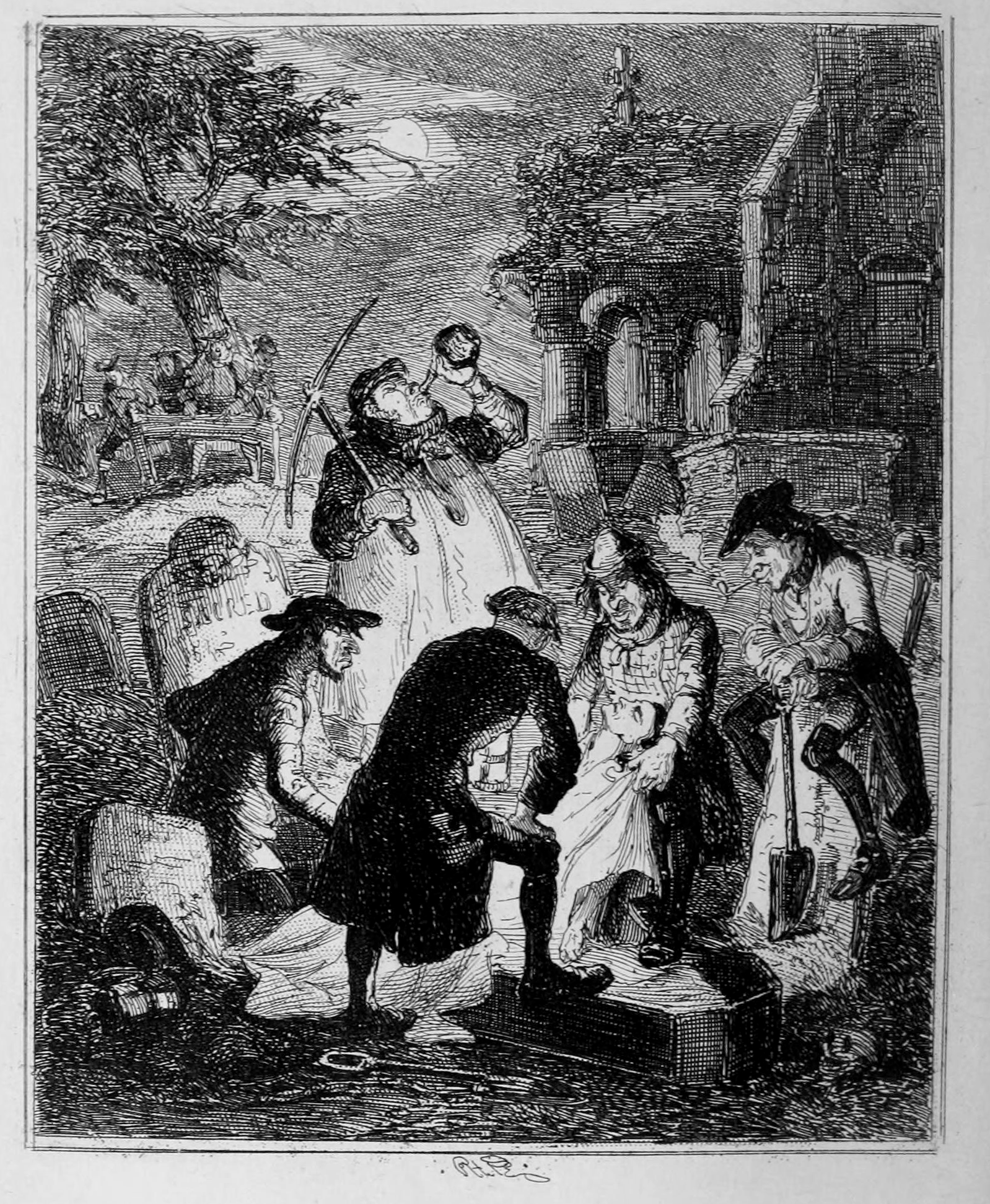
Những kẻ đào trộm xác chết (1847), do Hablot Knight Browne vẽ.

Đào trộm xác chết để bán cho các nhà giải phẫu học là một hiện tương diễn ra tại vương quốc Anh trong thế kỷ 18 và 19. Đây là những kẻ hay đi khai quật xác chết những người mới chết. Từ năm 1506 đến 1752 có tình trạng thiếu xác chết để phục vụ nghiên cứu giải phẫu. Nguồn cung được tăng lên khi Quốc hội thông qua Đạo luật Giết người 1752 nhằm tăng tính răn đe của án tử hình. Bằng cách cho phép các thẩm phán thay vì sử dụng giá treo cổ để xử tử thì giờ đây có thể thay thế bằng cách phẫu tích. Nhờ đó, luật mới được thông qua đã làm tăng số lượng xác chết hợp pháp, phục vụ nghiên cứu giải phẫu học. Cung không đủ cầu, xác chết không đủ để đáp ứng nhu cầu của bệnh viện và trung tâm giảng dạy trong suốt thế kỷ 18. Các xác chết và bộ phận cấu thành trở thành một món hàng hóa. Mặc dù việc thực hành trên xác chết này phần lớn là bị xã hội lên án, nhưng hàng hóa "cơ thể" không phải tài sản hợp pháp của một cá nhân cụ thể. Do đó, kẻ đào trộm xác chết  lợi dụng kẽ hở này một cách hợp pháp.